# Karl-Georg Pulver
Karl-Georg Heinrich Pulver (* 5. Mai 1930 in Berlin; † 16. November 2019) war ein deutscher Anästhesiologe.

## Leben
Karl-Georg Pulver wurde in Berlin-Lichterfelde als Sohn des Studienrates Karl-Friedrich Pulver und der Anne Auguste Pulver geborene Ibelshäuser geboren. Von 1936 bis 1939 besuchte er die Grundschule in Berlin-Grunewald und von 1939 bis zum Abitur im Jahre 1947 das humanistische Arndt-Gymnasium in Berlin-Dahlem.
Von 1947 bis 1954 studierte Pulver Humanmedizin. Nach dem vorklinischen Pflichtpraktikum, das er von 1947 bis 1948 am Martin-Luther-Krankenhaus in Berlin-Grunewald ableistete, absolvierte er von 1948 bis 1951 die vorklinischen Semester an den Medinischen Fakultäten der Universitäten Zürich und Köln. Für die klinischen Semester wechselte er an die Philipps-Universität Marburg, wo er sich dem Corps Teutonia Marburg anschloss und 1953 rezipiert wurde, und an die Medizinische Akademie Düsseldorf. In Düsseldorf legte er das Humanmedizinische Staatsexamen ab, erhielt die Approbation als Arzt und wurde am 29. Dezember 1954 zum Dr. med. promoviert.
Nach Ablegen des Staatsexamens bildete sich Pulver zum Facharzt für Anästhesie weiter. Hierzu ging er an die Frauenklinik der Medizinischen Akademie Düsseldorf unter Hans Reinhard Schmidt-Elmendorff, die I. Medizinische Klinik der Universität Marburg unter Hans Erhard Bock, die I. Medizinische Klinik der Medizinischen Akademie Düsseldorf unter Franz Grosse-Brockhoff, das Institut für Normale und Pathologische Physiologie der Universität zu Köln unter Max Schneider, die Chirurgische Klinik der Medizinischen Akademie Düsseldorf unter Ernst Derra und die Anästhesieabteilung der Medizinischen Akademie Düsseldorf unter Martin Zindler. Im Mai 1961 erhielt er die Anerkennung als Facharzt für Anästhesie durch die Ärztekammer Nordrhein.
Von 1961 bis 1966 war er als Wissenschaftlicher Assistenzarzt der Anästhesieabteilung der Medizinischen Akademie Düsseldorf unter Martin Zindler tätig. Nachdem 1966 das Institut für Anästhesiologie an der 1965 aus der Medizinischen Akademie hervorgegangenen Heinrich-Heine-Universität Düsseldorf errichtet worden war, wurde er im selben Jahr dessen I. Oberarzt und als erster Habilitand von Martin Zindler unter Verleihung der venia legendi habilitiert und zum Privatdozenten für das Fachgebiet Anästhesiologie an der Medizinischen Fakultät der Universität Düsseldorf ernannt. Ein Schwerpunkt seiner wissenschaftlichen Arbeiten lag auf dem Gebiet der künstlichen Kardioplegie (Herzstillstand) bei Operationen am offenen Herzen. Im März 1971 wurde er zum Außerplanmäßigen Professor der Anästhesiologie der Universität Düsseldorf ernannt. Von hier wurde er 1970 zum Chefarzt der Anästhesieabteilung der Krankenanstalten Sarepta Bethel in Bielefeld berufen. 1975 ließ er sich mit einem eigenen Privatinstitut für Anästhesiologie und Intensivmedizin in Kiel nieder. Pulver verfasste zahlreiche Beiträge und Aufsätze in wissenschaftlichen Sammelwerken und Zeitschriften.
1967 wurde Karl-Georg Pulver das Band des Corps Marchia Brünn zu Düsseldorf verliehen. Er war Affiliate Member of the Royal Society of Medicine in London.

## Auszeichnungen
Im Januar 2005 wurde Karl-Georg Pulver von der Medizinischen Fakultät der Heinrich-Heine-Universität Düsseldorf der fünfzig Jahre zuvor verliehene Grad eines Doktors der Medizin „summis cum honoribus officiis omnique decore dignitate“ (mit höchster Ehrbezeigung und Verpflichtung sowie mit aller Auszeichnung und Würde) erneut verliehen.

## Schriften

### Selbstverfasste, bibliographisch selbständige Bücher
- Karl-Georg Pulver: Die Bedeutung des Verbandstoffes für die Wundheilung – Ein experimenteller Beitrag zum Problem der Wundheilung. Medizinische Akademie Düsseldorf, Dissertation vom 29. Dezember 1954.
- Karl-Georg Pulver: Klinische Erfahrungen mit verschiedenen Methoden zur künstlichen Kardioplegie für Operationen am offenen Herzen oder an den großen Gefäßen – Untersuchungen an 1000 Patienten, die in der Zeit von 1959 bis 1965 wegen kardiovaskulärer Fehler mit Hilfe extrakorporaler Zirkulation in der Chirurgischen Klinik der Universität Düsseldorf operiert wurden. Universität Düsseldorf, Medizinische Fakultät, Habilitationsschrift vom 24. November 1966.

### Beiträge in Handbüchern und Lexika, Mitarbeit an Festschriften
- Karl-Georg Pulver: Wiederbelebung des Herzens – Elektrische Defibrillation. In: Dringliche Thoraxchirurgie, 1967.
- Karl-Georg Pulver: Ischämischer Herzstillstand, Indikation, Introduktion, Reversion. In: Anaesthesia, 1968.
- Karl-Georg Pulver, Ernst Derra et al.: First experiences with extracorporeal circulation in heart operations. G. Med. M., 1959.
- Karl-Georg Pulver, H. Hirsch et al.: Evoked responses of the cat's visual cortex to optic tract stimulation at temperatures between 39° and 15°C. In: Electroencephalography and Clinical Neurophysiology, Band 12, 1960.
- Karl-Georg Pulver, H. Hirsch et al.: Wirkung von Barbitursäure und Cocktail lytic auf Wiederbelebungszeit nach Trachealabklemmung mit Gehirnischämie. In: Thoraxchirurgie, Band 8, 1961
- Karl-Georg Pulver, Martin Zindler et al.: Experiences in 1100 surface hypothemias for heart operations with circulation arrest. In: International Anaesthesiology Clinics, Boston, Band 3, 1965.
- Karl-Georg Pulver, Martin Zindler et al.: Die Hypothermie. In: Lehrbuch der Anaesthesiologie, Reanimatologie, Intensivtherapie, 1977.
- Karl-Georg Pulver, Peter Satter: Operationen an Herzgefäßen, Herzbeutel und Herzen – Hilfsmittel der Herzchirurgie. In: Chirurgische Operationslehre III, 1976.
- Karl-Georg Pulver: Laudatio 60. Geburtstag Prof. Dr. Martin Zindler. In: Anaesthesiologie und Intensivmedizin, 4, 1980.
- Karl-Georg Pulver: Ectopia cordis congenita. In: Festschrift 60. Geburtstag Prof. Dr. Ernst Derra, 1961.
- Karl-Georg Pulver: Dringliche Thoraxchirurgie: Atemstillstand und Kreislaufstillstand. In: Festschrift 65. Geburtstag Prof. Dr. Ernst Derra, 1966.

### Aufsätze in wissenschaftlichen Zeitschriften oder anderen wissenschaftlichen Periodika
- K.-G. Pulver: Aufgabenkreis des Anaesthesisten bei der postoperativen Behandlung auf einer Chirurgischen Wach-/Intensivstation. In: Anaesthesist, Jahrgang 11, 1962
- K.-G. Pulver. Ischämietoleranz des menschlichen Herzens. In: Klinische Wochenschrift, 45. Jahrgang, 1967
- K.-G. Pulver, T. Schmitz: Anaesthesieprobleme bei Operationen zur Behandlung von AV-Überleitungsstörungen durch Implantation eines künstlichen Schrittmachers. In: Anaesthesist, Jahrgang 14, 1965, S. 65–68.
- K.-G. Pulver: Allgemeinnarkose in Durchgangspraxis. In: Chirurg, 5. Jahrgang, 1968.
- K.-G. Pulver: Aspirationsprophylaxe mit Ventrikulärer Cardiablockade. In: Anaesthesie und Wiederbelebung, Kongress Linz 1973.
- K.-G. Pulver, S. Eunike: Langzeitbeatmung bei Tetanus. In: Anaesthesiologische Praxis, 1. Jahrgang, 1966.
- K.-G. Pulver, R.M. Konrad, P. Satter: Diagnose und Therapie postoperativer Komplikationen nach thoraxchirurgischen Eingriffen. In: 1. Europäischer Kongress für Anaesthesiologie, Wien, 1962.
- K.-G. Pulver, H.-J. Sykosch, S. Effert, F. Zacouto: Zur Therapie mit Elektrischen Schrittmachern. In: Elektromedizin, 8. Jahrgang, 1963.
- K.-G. Pulver, S. Eunike, R. Zähle: Fehler und Gefahren bei der Anwendung künstlicher Hypothermie zu Operationen am offenen Herzen und an den großen Gefäßen. In: Anaesthesiologie und Wiederbelebung, Band 20, 1967.
- K.-G. Pulver: Wann dürfen nach Herzstillstand Wiederbelegungsmaßnahmen abgebrochen werden? In: Zeitschrift für praktische Anaesthesie und Wiederbelebung, 3. Jahrgang, 1968.
- K.-G. Pulver, W. Bircks: Herzstillstand und Wiederbelebung. In: Der Chirurg, 40. Jahrgang, 1969.
- K.-G. Pulver: Die Prophylaxe der Schockniere. In: Klinische Wochenschrift, 47. Jahrgang, 1969.
- K.-G. Pulver, M. Zindler: Die tiefe Hypothermie. In: Anaeasthesia, 1968.
- K.-G. Pulver: Allgemeinanaesthesie in der ambulanten Praxis. In: Bielefelder Ärztliche Fortbildungskurse IV, 1972.
- K.-G. Pulver: Qualitätssicherung in der ambulanten operativen Medizin bei geplanten Eingriffen bezüglich Anaesthesie inclusive prae-, intra- und postoperativer Überwachung. In: Kölner Fortbildungsseminar deutschsprachlicher freiberuflicher Chirurgen und Orthopäden, Köln, 1984.
- K.-G. Pulver, M. Otten: Die Allgemeinnarkose im Greisenalter. In: Anaesthesiologie und Wiederbelebung, Band 47, 1970.